# NGC 196
NGC 196 è una galassia lenticolare situata nella costellazione della Balena.

## Descrizione
La galassia presenta una larga riga a 21 cm dell'idrogeno neutro.

## Scoperta
NGC 196 è stata scoperta il 28 dicembre 1790 dall'astronomo britannico di origine tedesca William Herschel.

## Gruppo di NGC 192
NGC 196 fa parte del Gruppo di NGC 192, un raggruppamento che contiene almeno altre 5 galassie: NGC 173, NGC 192, NGC 197, NGC 201 e NGC 237.
Quattro delle galassie di questo gruppo (NGC 192, NGC 196, NGC 197 e NGC 201) sono incluse anche nella raccolta Hickson Compact Group (HGC), dove sono registrate con il numero HCG 7.